# 蔡天锡
蔡天锡（1938年7月27日—2020年11月19日），男，朝鲜族，吉林珲春人，中国化工专家，大连理工大学教授。

## 生平
1962年毕业于大连工学院物理化学工程系，长期从事催化化学的教学和科研工作。1979年赴日本东京工业大学资源化学研究所进修催化科学，1981年回国。1988年再赴东京工业大学进行合作研究，获工学博士学位，同年回国。1993年至1997年，担任大连理工大学化工学院院长。2020年11月19日逝世。

## 出版物
- 大西孝治. . 由蔡天锡等翻译. 北京: 化学工业出版社. 1992. ISBN 7-5025-0925-9.